# Škoda 706 RTO
Der Škoda 706 RTO ist ein tschechoslowakischer Omnibus. Motor und Fahrwerk stammten vom Nutzfahrzeughersteller LIAZ, komplettiert wurden die Busse bei Karosa. Ab 1958 wurde bei SVA (Státní výrobny autodílů, dt.: Staatlicher Autoteilebau) in Holýšov Fahrzeuge des Vorgängers Škoda 706 RO demontiert und auf dieser Plattform zu dem Typ RTO-P umgebaut, womit weitestgehend neue Fahrzeuge entstanden. Zwischen 1967 und 1972 hat SVA komplett neue Busse des Typs RTO-SVA bzw. RTO-H produziert. Er wurde in verschiedenen Versionen von 1958 bis 1972, bei Jelcz in Polen bis 1977 produziert. Er wurde aus dem Škoda 706 RO entwickelt. Motor und Achsen wurden vom Lkw Škoda 706 RT übernommen, das Chassis vom Vorgänger Škoda 706 RO. Der Aufbau wurde neu entworfen.

## Konstruktion
Als Motor kam ein Sechszylinder-Dieselmotor mit Direkteinspritzung zum Einsatz. Bei einem Hubraum von 11,3 l leistete der Motor 117,6 kW bei 1900 min−1. Der Motor war über der Vorderachse angeordnet. Über eine Zweischeiben-Trockenkupplung, ein Fünfgang-Schaltgetriebe und ein Differential trieb der Motor die Hinterachse an. Mit dieser Antriebseinheit erreichte der Bus eine Höchstgeschwindigkeit von 85 km/h.
Der Rahmen war genietet, auf ihn wurde der Busaufbau gesetzt. Vorder- und Hinterachse waren starr und an Blattfedern aufgehängt. Die Reifen waren auf Trilex-Felgen aufgezogen. Die Lenkung war ein mechanisches Schneckengetriebe mit pneumatischer Unterstützung. Gebremst wurde der Bus an allen vier Rädern mit pneumatisch betätigten Trommelbremsen, unterstützt durch eine Motorbremse. Bedingt durch die Lage des Motors konnte der vordere Einstieg nur hinter der Vorderachse eingebaut werden, was den Bus für den Einmannbetrieb nur bedingt geeignet machte.
Das Design des Aufbaus orientierte sich an zeitgenössischen internationalen Vorbildern, wie beispielsweise dem Super-Vista-Aufbau von Duple. Die Windschutzscheibe war eine zweiteilige, gewölbte Panoramascheibe, die mit der Heckscheibe tauschbar war. Es gab zwei unabhängig voneinander arbeitende Heizsysteme: zum einen die vom Motor abhängige Innenheizung, weiterhin eine mit Dieselkraftstoff betriebene Zusatzheizung. Zur Lüftung dienten zwei große Dachklappen. Das Gepäck konnte in Gepäcknetzen über den Sitzen verstaut werden. Zur Unterbringung größerer Gepäckstücke hatten einige Busse einen Dachgepäckträger. Gebaut wurde der Bus in vier Aufbauvarianten.
Der Bus wurde ab 1959 bei Jelcz in Polen als Jelcz 043 in Lizenz gebaut. Die Lizenzvereinbarung wurde am 6. Dezember 1958 abgeschlossen, die ersten zwanzig Busse wurden im Folgejahr als Teilesatz (CKD) nach Polen geliefert und dort zusammengebaut. 1960 wurden bereits zweihundert Busse montiert, Ziel war die Herstellung von 1500 Busse im Jahr. Karosserien, Fahrgestell und andere Ausrüstungsteile wurden dabei stets von Karosa und LIAZ geliefert. Mit der Zeit baute Jelcz die Busse selbstständig, nur noch die Motoren wurden importiert. Ab 1963 begann bei Jelcz die Produktion des Škoda 706 RTO MEX in Lizenz als Jelcz 272 MEX. Die Produktion des MEX bei Jelcz endete 1973. Die des 043 erst 1986.

## Varianten

### Škoda 706 RTO CAR
Der Škoda 706 RTO CAR war der Überlandbus der Reihe. Er bot 41 Sitz- und 38 Stehplätze, dazu kamen noch 7+2 Hilfssitze. Die zulässige Gesamtmasse betrug 14.400 kg, die Höchstgeschwindigkeit 75 km/h. Zum Einsatz kam hier eine vom Fahrerplatz aus elektrisch zu betätigende zwei- bzw. vierflügelige Falttür.

### Škoda 706 RTO MTZ
Der Škoda 706 RTO MTZ war der Stadtbus der Baureihe. Er bot z. B. 20 Sitz- und 58 Stehplätze, dazu kamen noch zwei Hilfssitze. Die zulässige Gesamtmasse betrug 14.400 kg, die Höchstgeschwindigkeit zugunsten einer besseren Beschleunigung nur 65 km/h. Zum Einsatz kamen auch hier zwei elektrisch vom Fahrerplatz aus zu betätigende zweiflügelige Falttüren. Die Bezeichnung MTZ leitet sich aus městský tuzemský (deutsch: städtisch, Inland) ab.

### Škoda 706 RTO LUX
Der Škoda 706 RTO LUX war der Reisebus der Baureihe. Für damalige Verhältnisse durchaus komfortabel ausgestattet, bot er 38 Sitzplätze. Die zulässige Gesamtmasse betrug 12.800 kg, die Höchstgeschwindigkeit 85 km/h. Zum Einsatz kamen hier konventionelle, nach außen öffnende Schlagtüren. Der Aufbau besaß seitliche Panoramafenster, war ansonsten aber unverändert.

### Škoda 706 RTO MEX

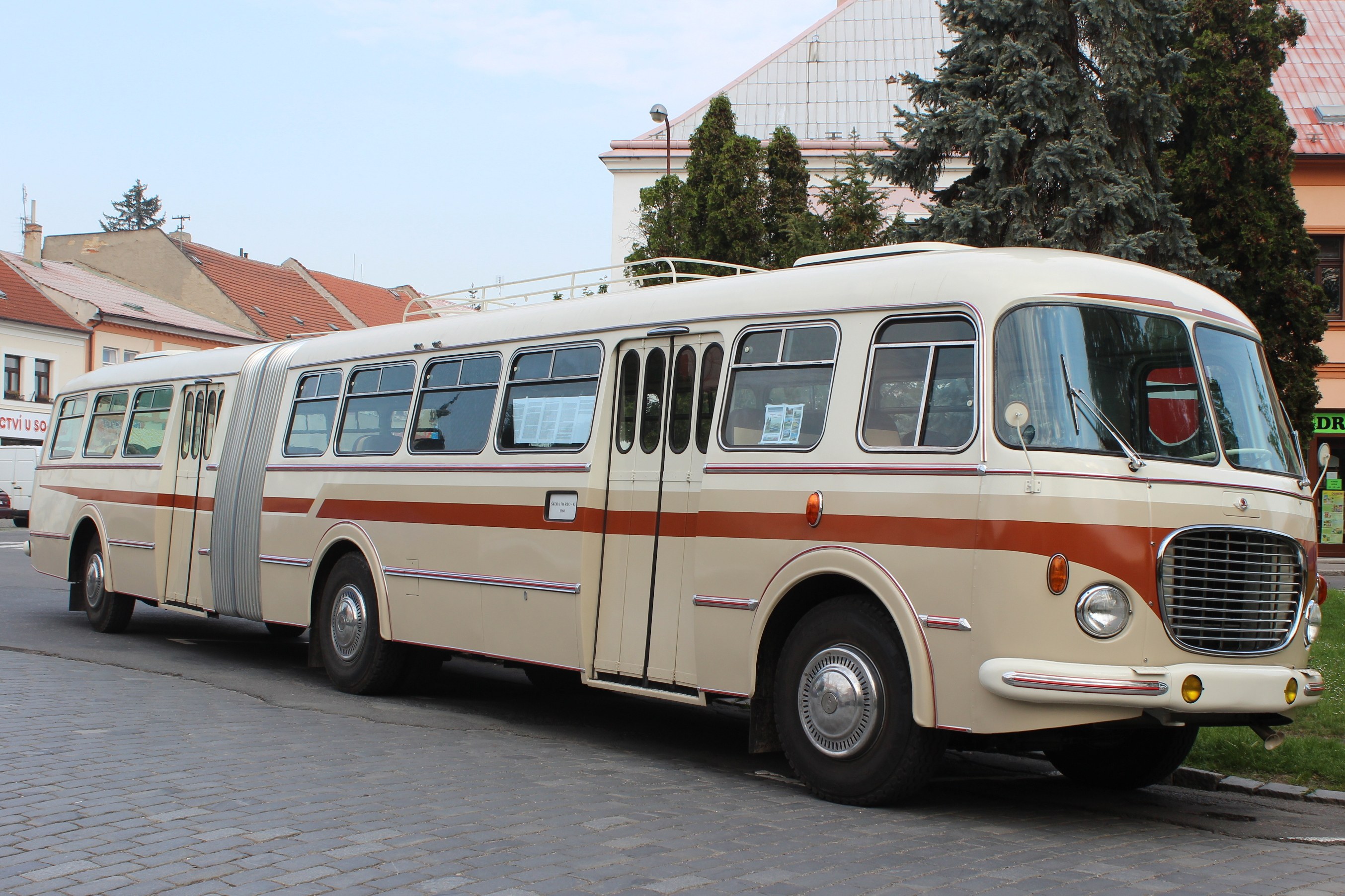
Škoda 706 RTO-K

Der Škoda 706 RTO MEX war die Exportversion des Stadtbusses. Er wurde auch als Jelcz 272 MEX ab 1963 bei Jelcz in Polen in Lizenz gebaut. Mit 10,87 m Länge war er geringfügig länger als die anderen Busse.

### Gelenkbus Škoda 706 RTO-K / Jelcz 021
Auf Basis des 706 RTO wurde 1961 ein Gelenkbus konstruiert und als Prototyp gebaut, indem bei einem 706 RTO der Teil hinter der Hinterachse abgeschnitten wurde und dort ein Nachläufer im gleichen Stil aufgesattelt wurde. Die Federung der drei Achsen war unterschiedlich: die Vorderachse hatte Blattfedern, die angetriebene mittlere Achse Luftfederung und die gelenkte Achse im Nachläufer eine Luftbalg-Federung. Wegen zu schwacher Motorleistung für das größere Gewicht des Gelenkbusses gegenüber dem Solobus wurde entschieden, den Bus nicht zu bauen. Allerdings wurde bei Jelcz in Polen der Gelenkbus in Lizenz mit zusätzlicher Tür am Heck bis 1971 gebaut, dort lief er unter der Bezeichnung Jelcz 021.

### Anhänger Jelcz P-01
Auf Basis des Škoda 706 RTO wurde ein zweiachsiger Anhänger für den Passagiertransport mit Achsschenkellenkung entwickelt und in Polen als Jelcz P-01 gebaut, dessen Design dem des Busses glich. Er wurde zur Erhöhung der Transportkapazität vor allem auf Überlandstrecken, aber auch im städtischen Nahverkehr eingesetzt.

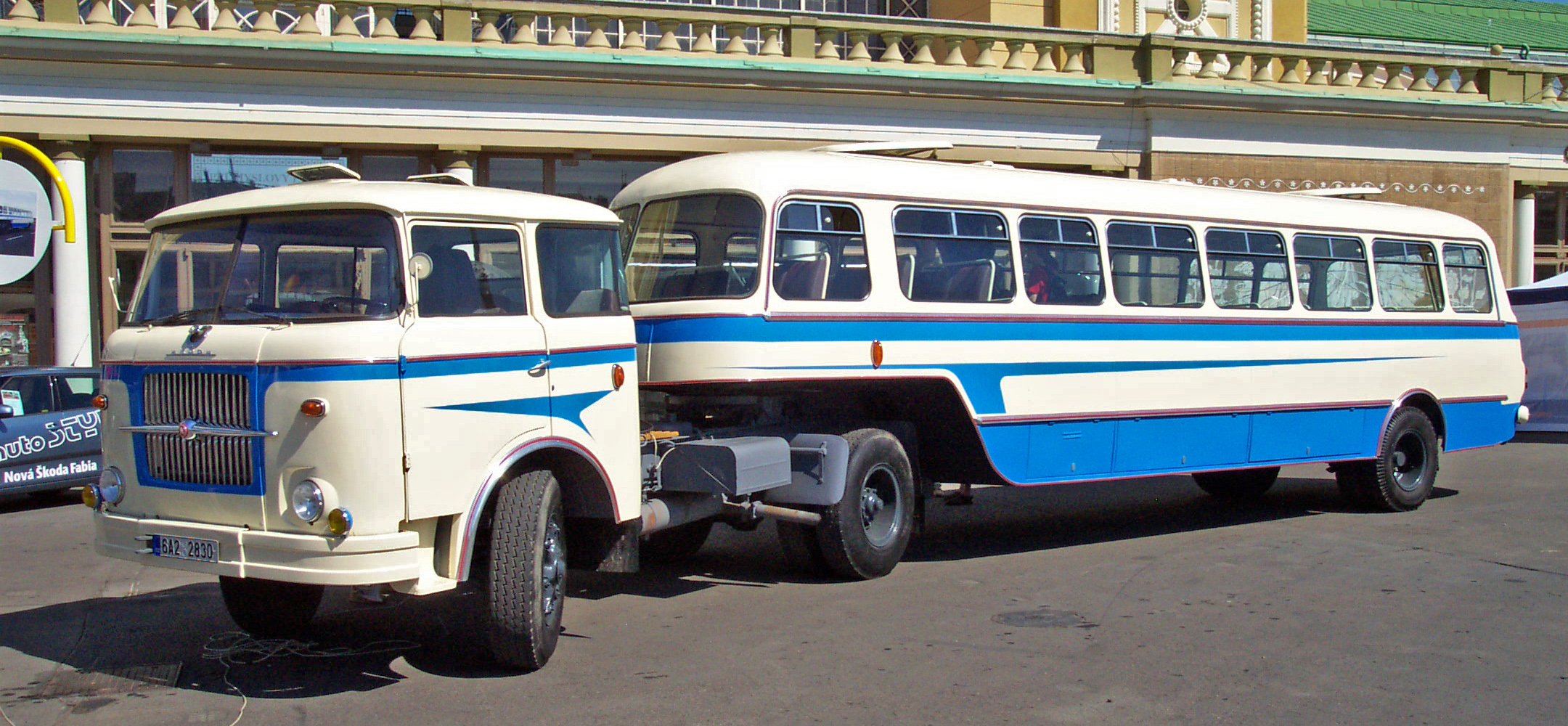
Anhänger NO 80 auf Basis des Škoda 706 RTO

### Sattelauflieger NO 80
Auch der NO 80 entstand aus dem modifizierten Chassis des Škoda 706 RTO und einem nahezu unveränderten Busaufbau. Als Sattelauflieger wurde er von einer Zugmaschine Škoda 706 RT gezogen.

## Einsatz
Der Bus prägte mit seiner Erscheinung das Bild tschechoslowakischer – und in der Lizenzversion polnischer – Straßen in den 1960er und 1970er Jahren. In den 1960er Jahren wurden jährlich bis zu 3000 Busse in die DDR exportiert.

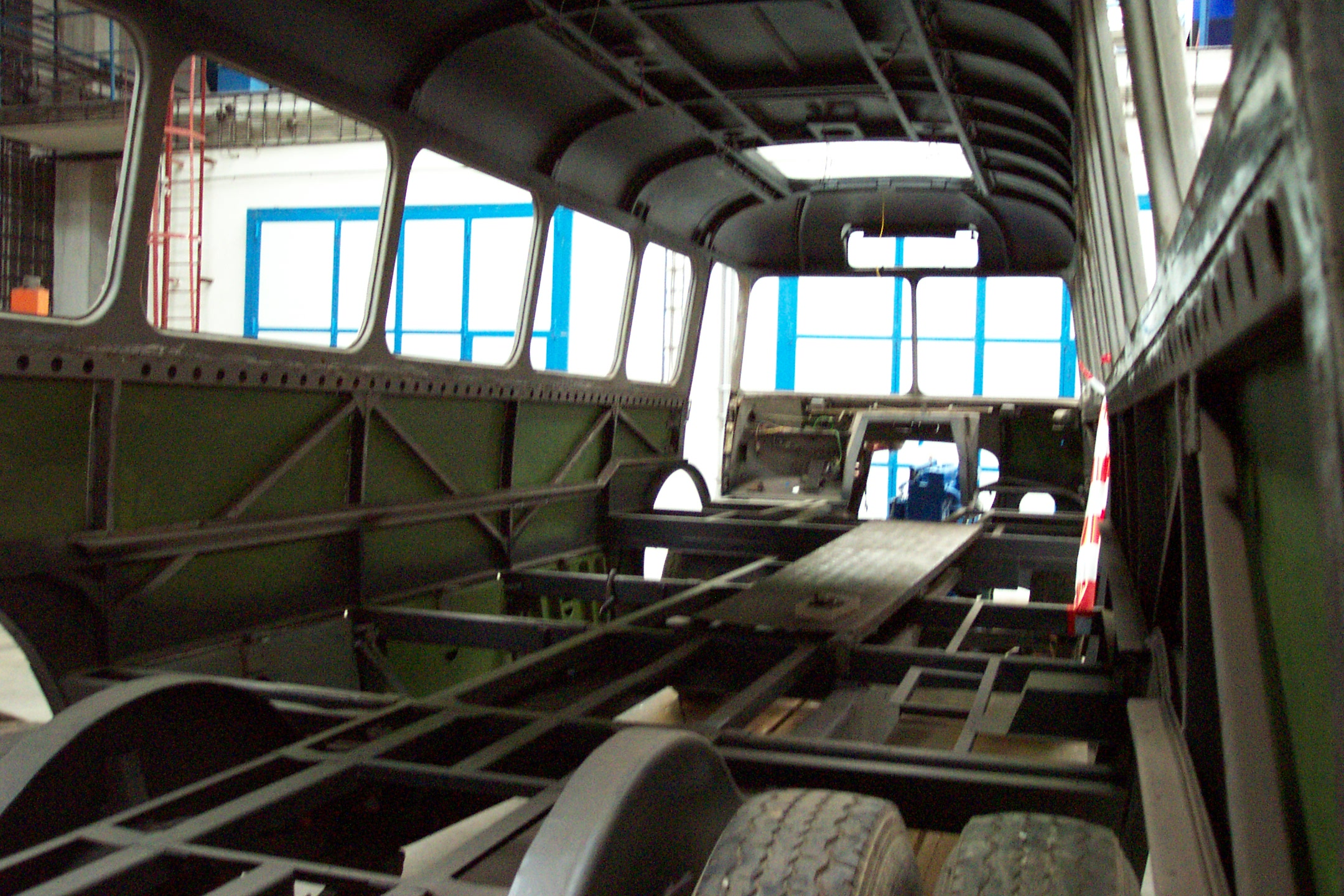
Škoda 706 RTO MEX, Chassis und Aufbau
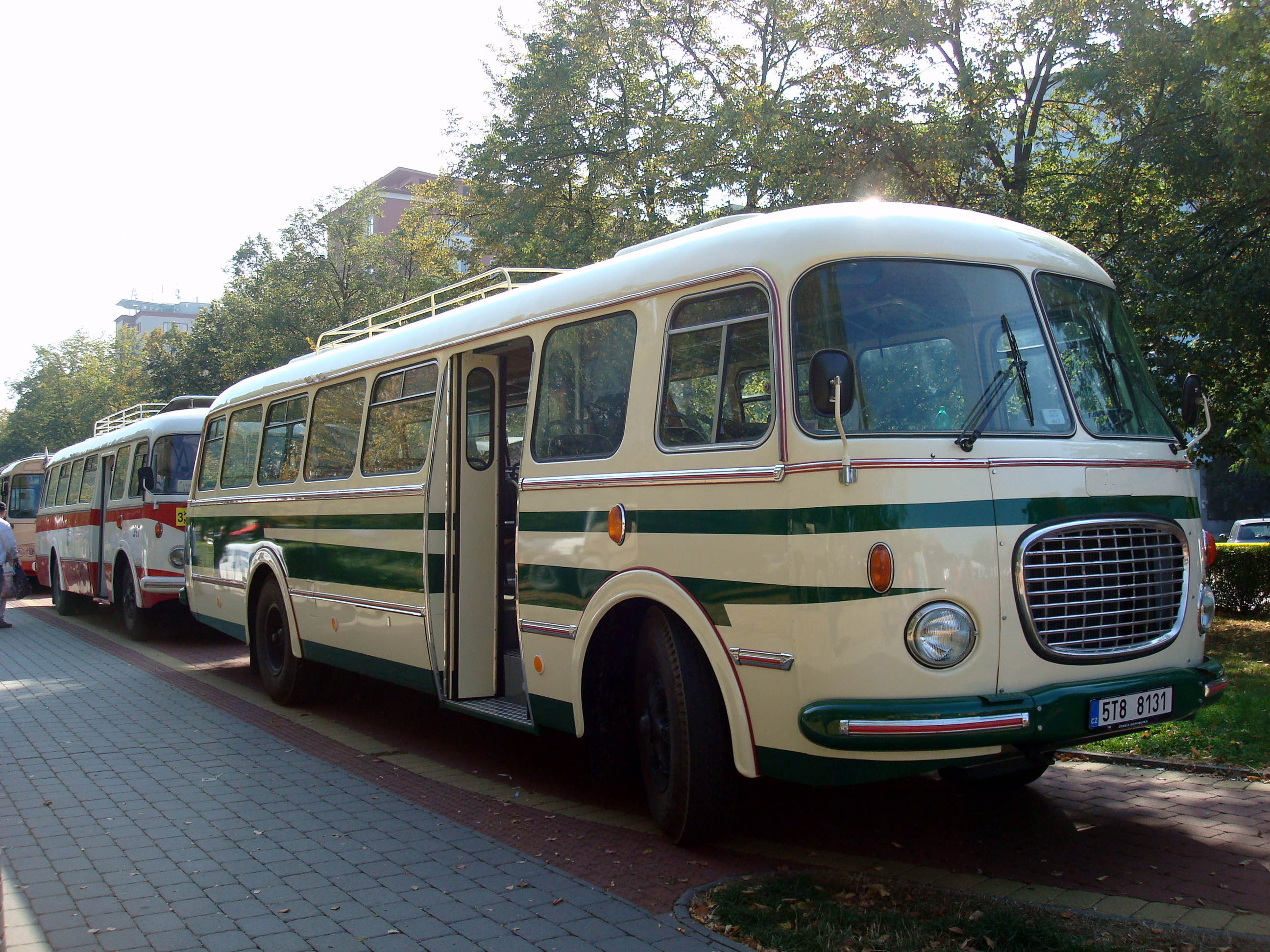
Škoda 706 RTO CAR
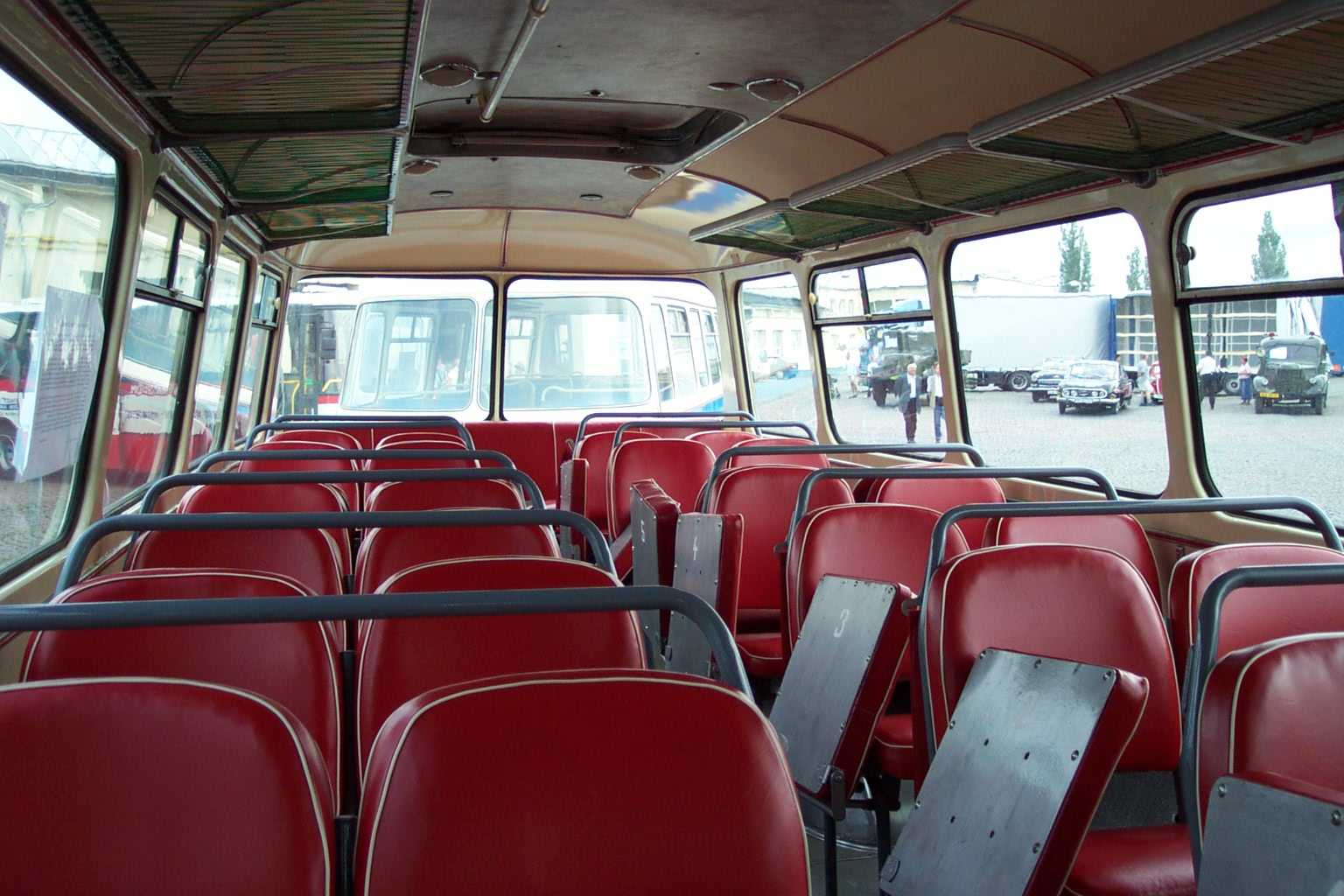
Škoda 706 RTO CAR, Innenansicht
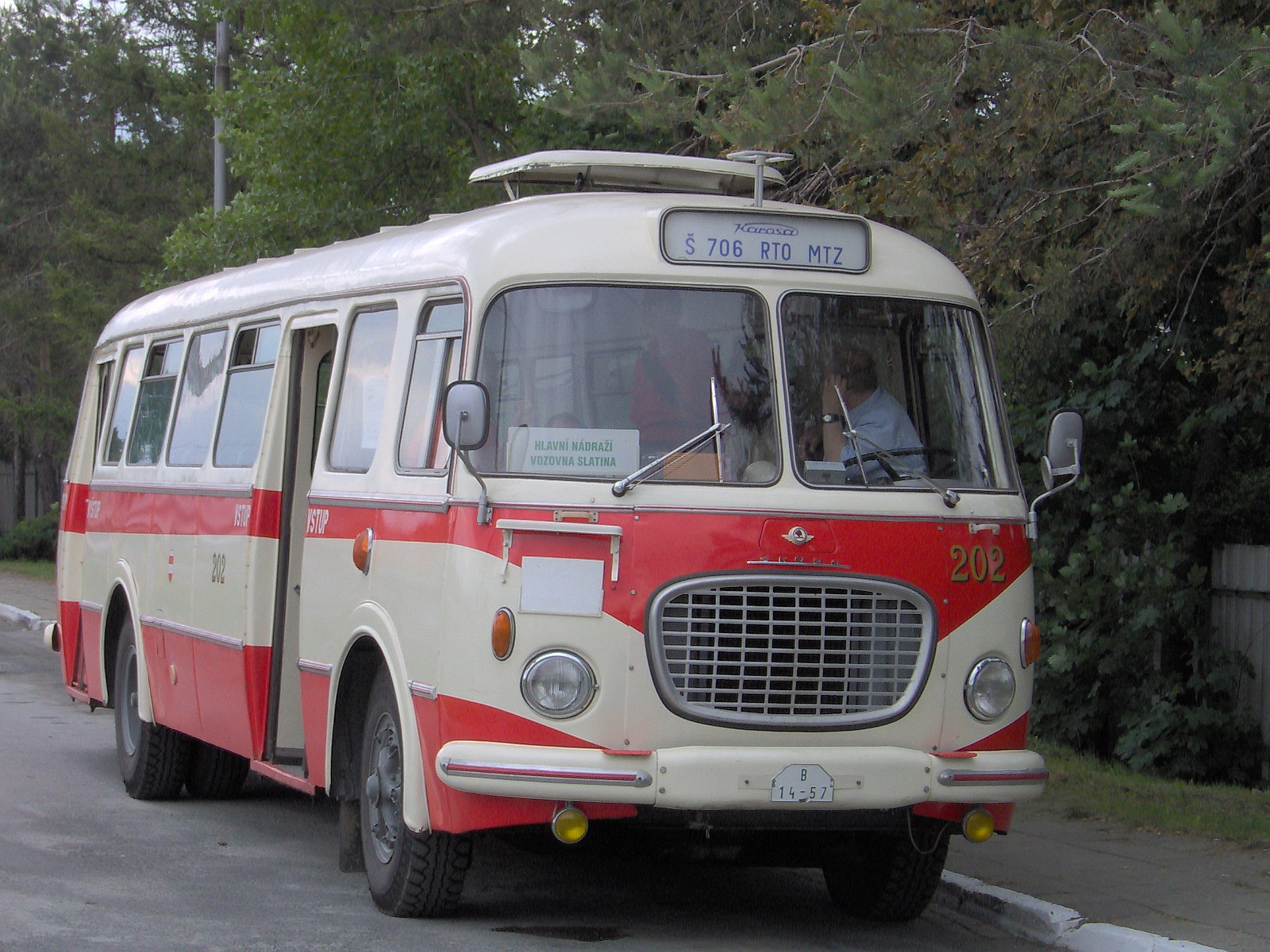
Škoda 706 RTO MTZ
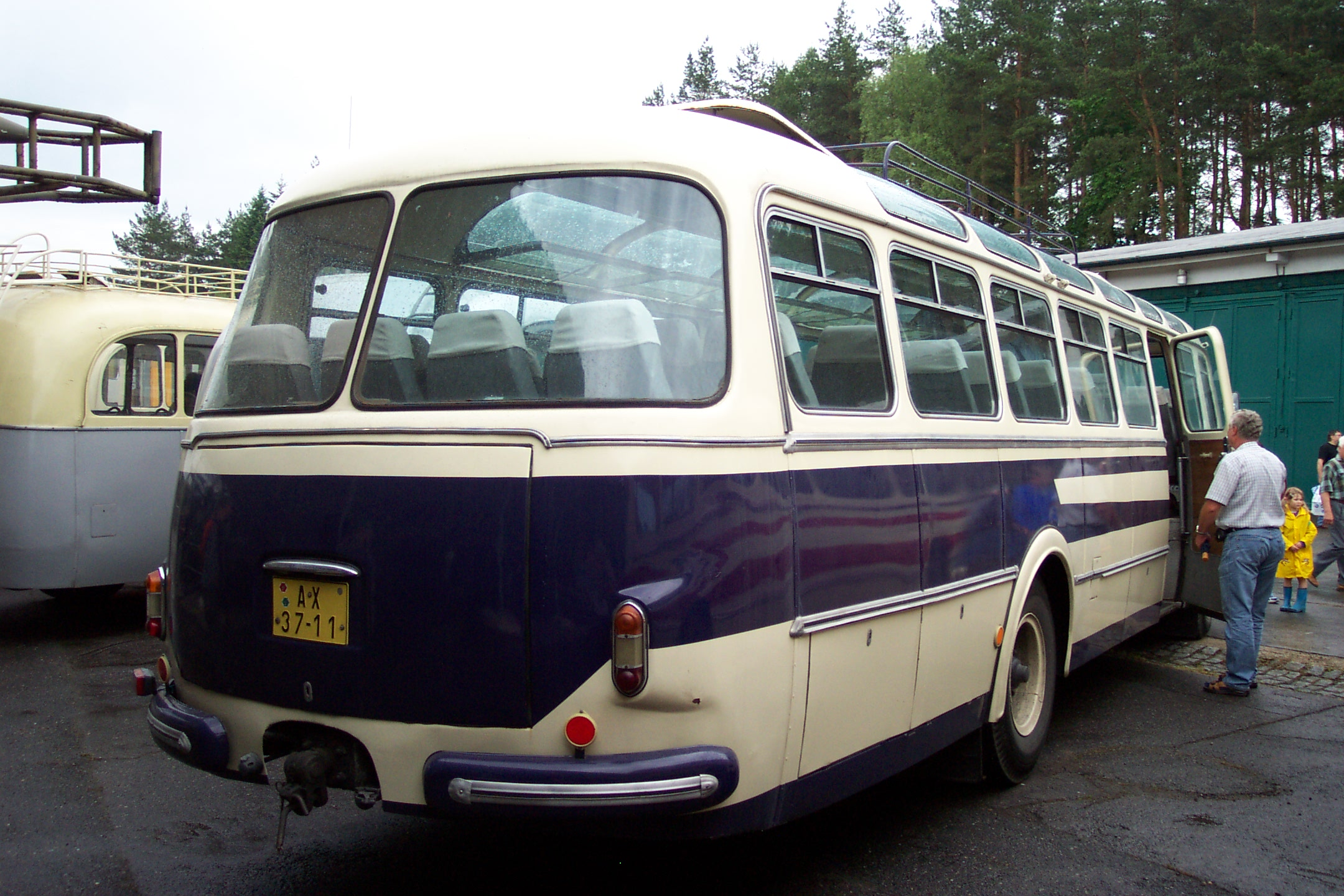
Škoda 706 RTO LUX
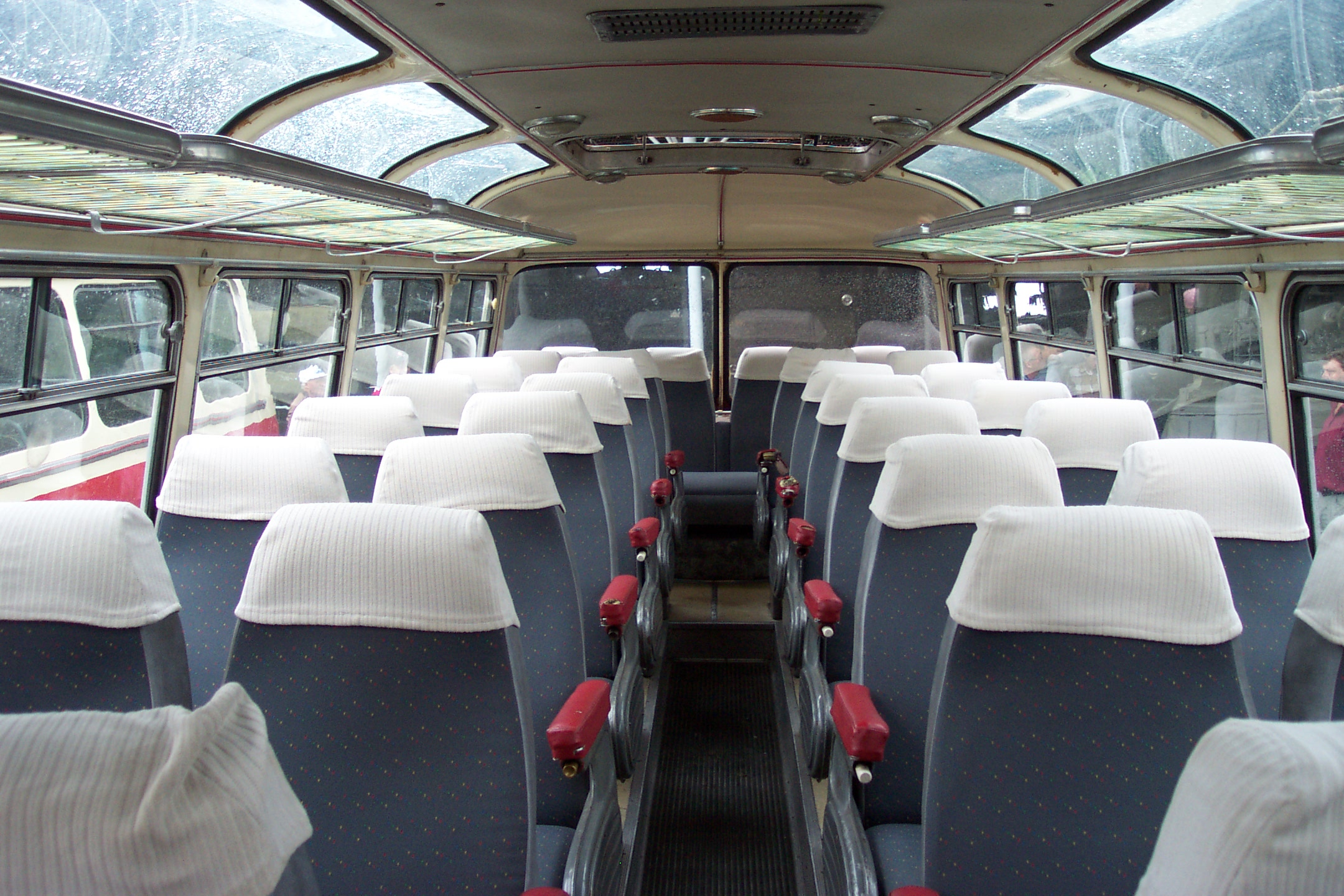
Škoda 706 RTO LUX, Innenansicht
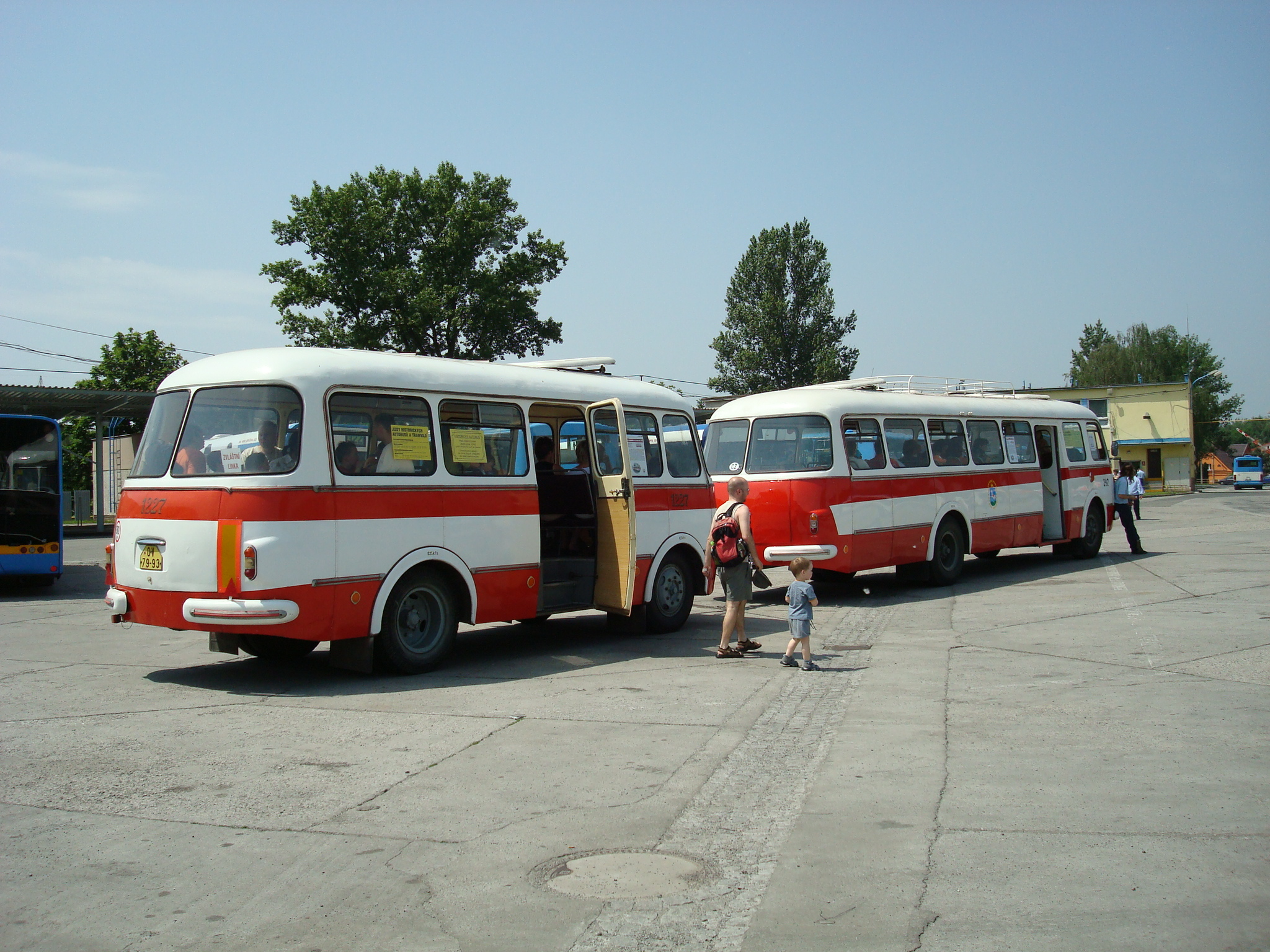
Škoda 706 RTO CAR mit Anhänger Jelcz P-01
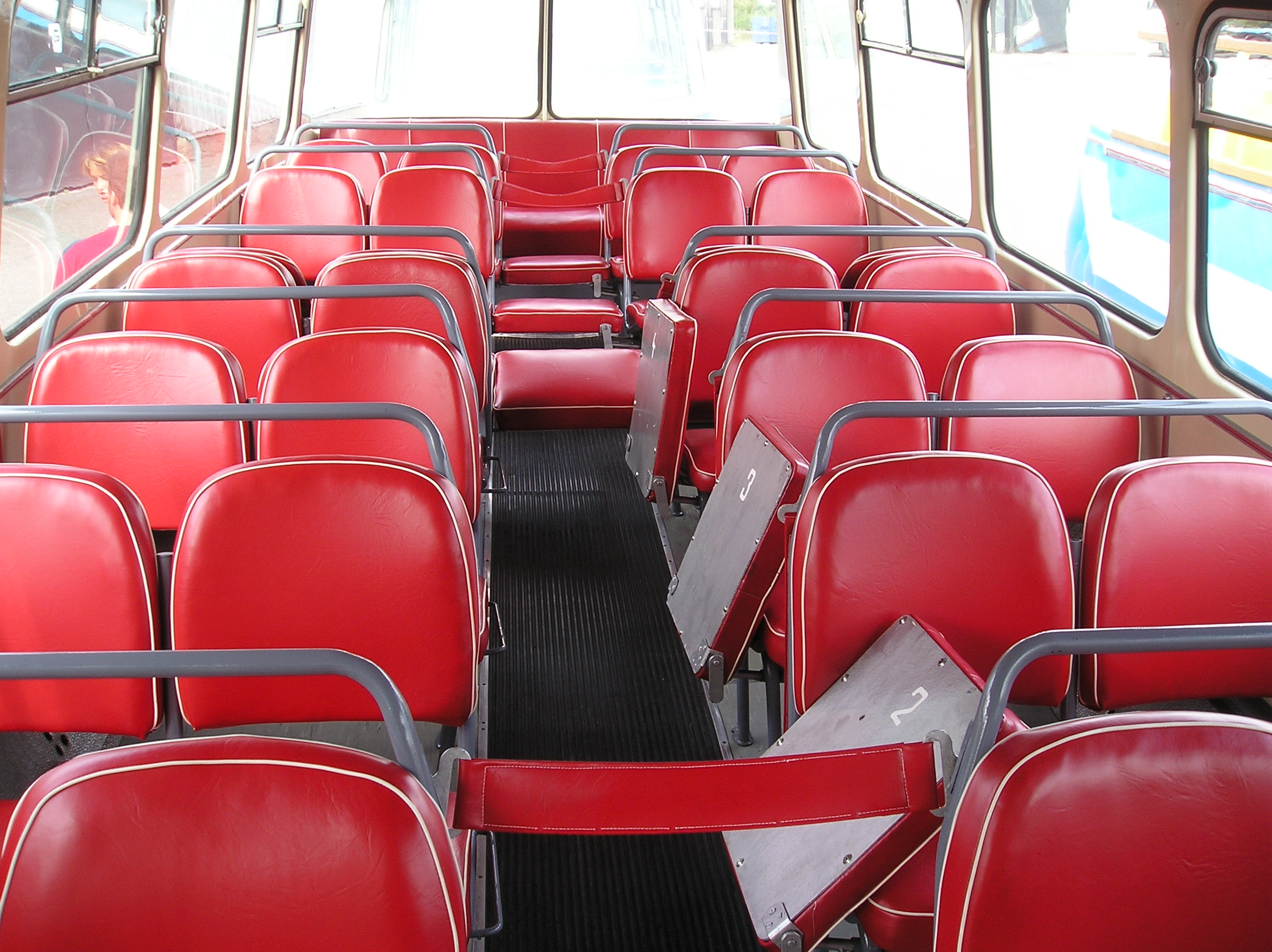
Innenansicht eines Škoda 706 RTO